# زنان در مالدیو
وضعیت زنان در مالدیو از نظر سنتی نسبتاً بالا بود، که این امر تا حدودی به وجود چهار سلطان وابسته است. اگرچه اکثر زنان امروز در مالدیو حجاب دارند، این پدیده ای است که در دو دهه گذشته یا بیشتر تجربه شده‌است، احتمالاً به عنوان پاسخی برای افزایش محافظه کاری مذهبی، آنها به شدت خلوت نمی‌شوند، اما بخش‌های ویژه ای برای زنان در این کشور محفوظ است. اماکن عمومی در برخی از رویدادها. با این حال، آن دسته از زنان که حاضر به پوشیدن حجاب یا تصمیم به حذف آن روبرو ننگ اجتماعی از هر دو خانواده و اعضای عمومی است. زنان نام همسر خود را بعد از ازدواج قبول نمی‌کنند اما اسامی دخترانه خود را حفظ می‌کنند. وراثت مال از طریق هر دو جنس نر و ماده است. با یکی از بالاترین میزان طلاق در جهان، به‌طور کلی زنان در طول تاریخ، از ازدواج و طلاق بهره‌مند شده‌اند. زنان و مردان مطلقه هر دو با هیچگونه ننگ و شرطی روبرو نیستند و از نظر تاریخی نیز زنان نیز حق شروع طلاق را دارند.
آزار و اذیت جنسی یک مشکل اساسی در مالدیو برای زنان مالدیوی و خارجی است. زنان دریافتند که این روزانه بخشی از زندگی آنهاست که در خیابانها مورد آزار و اذیت قرار می‌گیرند. در کل ۹۶٪ از زنان در مالدیو گزارش داده‌اند که در بعضی از نقاط زندگی در خیابان مورد آزار و اذیت قرار گرفته‌اند، ۶۰٪ با آزار و اذیت قبل از تبدیل ۱۶ و ۴۰٪ گزارش شده‌اند که قبل از تبدیل ۱۰ سالگی مورد آزار و اذیت جنسی قرار گرفته‌اند. مردان در هر سنی کاملاً قابل قبول و کاملاً قابل قبول در شهر مخصوصاً مرد هستند. اقدامی کم و زیاد علیه افرادی که زنان را در جاده مورد آزار و اذیت قرار می‌دهند انجام نمی‌شود و تعداد تجاوزات جنسی و تجاوز جنسی در حال افزایش است.
نان همیشه نقش مهمی در خانواده و جامعه داشته‌اند. در تاریخ اولیه مالدیو، غیر معمول نبودن زن به عنوان سلطان یا حاکم بود و گفته می‌شود که این جامعه زمانی یک ماتریس بود. در حالی که برخی از کشورها در طول قرن بیستم جنبش حق رای‌گیری داشتند و کشورهایی مانند سوئیس و پرتغال فقط در دهه ۱۹۷۰ حق رأی دادن به زنان را داشتند، این نکته حائز اهمیت است که مسئله چنین حقوقی برای زنان حتی در مالدیو مطرح نشده بود.
در جامعه امروز برخی از زنان در دولت و مشاغل موضع‌گیری می‌کنند اما به شدت نماینده هستند. از سال ۲۰۱۶، زنان فقط ۱۴ از ۱۴ وزیر امور خارجه را شامل می‌شدند، پنج مورد از ۸۵ قانونگذار و شش از بیش از ۱۸۰ قاضی. با این حال، اکثریت قریب به اتفاق کارمندان دولت کارمندان زن هستند. نسبت زن و مرد از ثبت نام و تکمیل آموزش به معیارهای دوره متوسطه معادل است، در حالی که دانش آموزان دختر از نظر تحصیلی بیش از نتایج دانش آموزان پسر در سال‌های اخیر هستند. اما آنها به‌طور متوسط کمتر از نیمی از حقوق مردان در محل کار را بدست می‌آورند، احتمالاً به دلیل سطح تحصیلات بالاتر مردان در چند دهه پیش. با این حال، با افزایش تعداد زنانی که تحصیلات عالی را دنبال می‌کنند، که قرار است مردان را پیشی بگیرند، احتمالاً در آینده نزدیک تغییر می‌کند. این تغییر در نرخ تولد نیز مشاهده می‌شود که در حال حاضر به دلیل طولانی بودن دوره‌های آموزشی و تغییر در هنجارهای اجتماعی، مالدیو را با نرخ تولد منفی می‌بیند.
تعدد زوجات در مالدیو قانونی است، اما بسیار نادر است. روسپی گری در مالدیو غیرقانونی است. همجنسگرایی غیرقانونی است.
در سال ۲۰۱۳، یک قربانی تجاوز ۱۵ ساله به دلیل فحاشی به مجازات ۱۰۰ ضربه شلاق رسید. این حکم بعداً پس از یک کارزار بین‌المللی دادخواست به رهبری آوازدات‌ارگ توسط دادگاه عالی مالدیو لغو شد. تعداد نامتناسب زنان در مقایسه با مردان با شلاق زدگی عمومی روبرو هستند: در بیشتر مردان متهم به رابطه جنسی خارج از ازدواج تبرئه می‌شوند. (قانون مالدیوی فقط مجازات این اقدامات را فقط با پذیرش مجازات می‌کند. حتی اگر مالدیو تقریباً هزار سال است که یک کشور ۱۰۰ درصد مسلمان است، بر خلاف سایر کشورهای اسلامی یا غیر اسلامی در سراسر جهان، هیچ سابقه سنگسار یا اعدام در آن وجود ندارد)